# 고곤 천황
고곤 천황(일본어: 光厳天皇, 1313년 8월 1일 ~ 1364년 8월 5일)은 일본 남북조 시대의 북조 제1대 천황(재위 : 1331년 10월 22일 ~ 1333년 7월 7일)이다. 휘(諱)는 가즈히토(量仁)이다. 고후시미 천황의 세 번째 아들로, 어머니는 고기몬인(広義門院) 사이온지 야스코(西園寺寧子)다. 숙부 하나조노 천황의 후계자였다.

## 생애
당시 일본은 가마쿠라 막부의 결정에 따라 다이카쿠지 왕통과 지묘인 왕통 사이에서 10년마다 천황을 교대시키도록 되어 있었다. 그러나 고다이고 천황(다이카쿠지 왕통)의 뒤를 이을 예정이었던 구니요시 친왕(고니조 천황의 아들)이 급사하면서 가즈히토 친왕(지묘인 왕통)이 1326년 고다이고 천황의 황태자로 책봉되었다. 고다이고는 이 협상 합의를 따르지 않았다. 
1331년 고다이고 천황의 2차 막부 전복 시도가 발각되면서 그는 막부에 붙잡혀 오키 제도로 유배되었다. 그 뒤를 이어 고곤 천황이 고후시미 천황의 섭정 하에 10월 22일 즉위했고 황태자로는 구니요시 친왕의 아들 요시히토 친왕을 세움으로써 양쪽의 왕통을 번갈아 즉위시키는 원칙도 고수했다. 그러나 1333년 오키 제도를 탈출한 고다이고 천황의 윤지를 받은 아시카가 다카우지가 로쿠하라 단다이를 습격하고 교토를 장악해 고곤 천황은 즉위 2년 만에 폐위되었다. 이후 고다이고 천황의 겐무 신정이 실패로 돌아가면서 아시카가 다카우지는 고다이고 천황에게 반기를 들었고 고곤 천황은 그와 손잡고 동생 유타히토 친왕을 고묘 천황으로 즉위시켰다. 이후 동생 고묘 천황 및 아들 스코 천황 2대에 걸쳐 상황으로서 정무를 보았으나 1351년 남조의 고무라카미 천황이 교토를 진격했을 당시 고묘 천황, 스코 천황 등과 함께 납치되어 야마토국 아노(賀名生)에 끌려갔다. 고곤 천황은 아노에서 출가하였고 1357년에야 오랜 유폐 생활에서 벗어나 교토로 돌아왔다.
고에이(康永) 원년(1342년) 9월, 고곤인의 행차가 지나갈 무렵에 마침 막부측 무사인 미노슈고(美濃守護) 도키 요리토(土岐頼遠) 역시 행렬과 마주치게 되었는데, 어가 행차측에서 "인(院)의 행차요. 썩 물러나시오"라며 길을 비킬 것을 요구하자 요리토는 "인인지 개(이누)인지 그딴 것 내가 알게 뭐냐. 개(이누)라면 활로 쏴 버려"(院と言うか。犬というか。犬ならば射ておけ)라며 수레를 발로 걷어차며(활로 쏘았다고도 한다) 난폭한 짓을 벌였다. 쇼군 다카우지의 동생 다다요시(直義)는 이를 알고 격노해 요리토를 체포할 것을 명했고, 요리토는 일단 미노로 돌아가서 모반을 계획하지만 실패하고 선승 무소 소세키(夢窓疎石)가 있던 임천사(臨川寺)로 도망쳐 구명을 호소했다. 또 각지에서도 앞서 막부를 도와 전공을 세운 요리토의 구명을 호소하는 목소리가 많았으나, 다다요시는 「국사(무소 소세키)를 봐서 요리토는 엄벌에 처하되 도키 씨의 자손은 용서하겠다」라며 일축했고, 요리토는 임천사를 포위하고 있던 막부군에 연행되어 사무라이도코로노카미(侍所頭) 호소카와 요리우지(細川頼氏)에게 신병이 넘겨졌고 12월 1일에 교토의 로쿠조 강변에서 처형되었다. 막부로써는 북조 조정의 권위가 실추되는 것은 곧 그 조정을 받들고 있는 막부의 권위 실추로도 이어질 수 밖에 없었기 때문에 전공이 높은 도키 요리토라 해도 막부의 권위 유지를 위해서는 처형할 수 밖에 없었다.

## 가계도
- 비(妃) : 센세이몬인(宣政門院) 요시코(킨시) 내친왕(懽子 内親王) (1315-1362) - 고다이고 천황의 황녀
  - 제3황녀 : ? (1335-?)
  - 제4황녀 : 히가코(코우시) 내친왕(光子 内親王) (1337-?)
- 비(妃) : 키안몬인(徽安門院) 코토코(쥬시) 내친왕(壽子 内親王) (1318-1358) - 하나조노 천황의 황녀
- 텐시 : 산죠(후지와라) 히데코(쇼우지)(三条(藤原) 秀子) (1311-1352) - (오기마치)산죠 킨히데((正親町)三条 公秀)의 딸 
  - 제2황녀 : ? (1333-?)
  - 제1황자 : 오키히토 친왕(興仁 親王) - (스코 천황)
  - 제2황자 : 이야히토 친왕(弥仁 親王) - (고코곤 천황)
  - 황녀 : ?
- 후궁 : 킨온카타(今御方) 사이온지(후지와라)씨(西園寺(藤原)氏) - 사이온지 사네히로(西園寺 実衡)의 딸
- 후궁 : 타이온카타(對御方) 사이온지(후지와라)씨(西園寺(藤原)氏) - 사이온지 사네아키라(西園寺 実明)의 딸
  - 제4황자 : 손쵸 법친왕(尊朝 法親王) (1344-1378)
  - 황녀 : ?
- 후궁 : 이치죠노츠보네(一条局) 오기마치(후지와라)씨(正親町(藤原)氏) - 오기마치 킨카게(正親町 公蔭)의 딸
  - 제3황자 : 오기마치노미야(正親町宮) 요시히토 친왕(義仁 親王) (?-1415)
- 후궁 : 오이노미카도(후지와라)씨(大炊御門(藤原)氏) - 오이노미카도 후유우지(大炊御門 冬氏)의 딸
  - 황녀 : ? (1331-1402)
- 생모불명
  - 황녀 : 카린에겐(華林恵厳) (?-1386)

| 전 임 (고다이고 천황) | 제1대 북조 일본 천황 1331년 10월 22일 ~ 1333년 7월 7일 | 후 임 고묘 천황 |

## 같이 보기
- 일본 천황
- 고코곤 천황